# Rainha da Sicília
Título chamado às mulheres reinantes naquele reino, como foi o caso de Constança de Hohenstaufen (1249 - 1302), filha do rei Manfredo da Sicília e de Beatriz de Saboia, e mãe da Rainha Santa Isabel de Aragão (esposa de D. Dinis de Portugal), que veio a ser coroada Rainha da Sicília em 1266, após a morte precoce de seu pai, e de Maria, rainha da Sicília (1362-1401), filha de Frederico III da Sicília e de Constança de Aragão, que veio a ser coroada Rainha da Sicília após a morte do pai, em 1377.